# Ronald Neame
Pour les articles homonymes, voir Neame.
Ronald Neame est un réalisateur, producteur et scénariste britannique, né le 23 avril 1911 à Londres (Angleterre) et mort le 16 juin 2010 à Los Angeles (Californie).

## Filmographie

### Comme réalisateur
- 1947 : Je cherche le criminel (Take My Life)
- 1950 : La Salamandre d'or (Golden Salamander)
- 1952 : Trois Dames et un as (The Card)
- 1954 : L'Homme au million (The Million pound note)
- 1956 : L'Homme qui n'a jamais existé (The Man Who Never Was)
- 1956 : De la bouche du cheval (The Horse's Mouth)
- 1957 : Alerte en Extrême-Orient (Windom's Way)
- 1957 : La Passe dangereuse (The Seventh Sin)
- 1960 : Les Fanfares de la gloire (Tunes of Glory)
- 1962 : Les Fuyards du Zahrain (Escape From Zahrain)
- 1963 : L'Ombre du passé (I Could Go On Singing)
- 1963 : Mystère sur la falaise (The Chalk Garden)
- 1965 : L'Aventurier du Kenya (Mister Moses)
- 1966 : Un hold-up extraordinaire (Gambit)
- 1966 : D pour danger (A Man Could Get Killed)
- 1968 : Prudence et La Pilule (Prudence and the Pill)
- 1969 : Les Belles Années de miss Brodie (The Prime of Miss Jean Brodie)
- 1970 : Scrooge
- 1972 : L'Aventure du Poséidon (The Poseidon Adventure)
- 1974 : Le Dossier ODESSA (The ODESSA file)
- 1979 : Meteor
- 1980 : Jeux d'espions (Hopscotch)
- 1981 : First Monday in October
- 1986 : Le Sorcier de ces dames (Foreign Body)
- 1990 : The Magic Balloon

### Comme producteur
- 1944 : Heureux Mortels ((This Happy Breed)), de David Lean
- 1945 : Brève Rencontre (Brief Encounter), de David Lean
- 1946 : Les grandes espérances (Great Expectations), de David Lean
- 1948 : Oliver Twist (Oliver Twist), de David Lean
- 1948 : Les Amants passionnés (The Passionate Friends), de David Lean
- 1951 : La Boîte magique (The Magic Box), de John Boulting
- 1956 : De la bouche du cheval (The Horse's Mouth), de lui-même
- 1962 : Les Fuyards du Zahrain (Escape from Zahrain), de lui-même

### Comme directeur de la photographie
- 1941 : La Commandante Barbara (Major Barbara), de Gabriel Pascal
- 1942 : Un de nos avions n'est pas rentré (One of Our Aircraft Is Missing), de Michael Powell et de Emeric Pressburger
- 1942 : Ceux qui servent en mer (In Which We Serve), de David Lean et Noël Coward
- 1944 : Heureux Mortels (This Happy Breed), de David Lean
- 1945 : L'esprit s'amuse (Blithe Spirit), de David Lean

### Comme scénariste
- 1944 : Heureux Mortels de David Lean
- 1945 : L'esprit s'amuse de David Lean
- 1945 : Brève Rencontre (Brief Encounter) de David Lean
- 1946 : Les Grandes Espérances (Great Expectations) de David Lean
- 1950 : La Salamandre d'or (Golden Salamander)
- 1990 : The Magic Balloon

### Comme acteur
- 1979 : Meteor de Ronald Neame : un représentant britannique de l’ONU